# Oxen
Oxen é um filme de drama sueco de 1991 dirigido e escrito por Sven Nykvist. Foi indicado ao Oscar de melhor filme estrangeiro na edição de 1992, representando a Suécia.

## Elenco
- Stellan Skarsgård - Helge Roos
- Ewa Fröling - Elfrida Roos
- Lennart Hjulström - Svenning Gustavsson
- Max von Sydow - Vicar
- Liv Ullmann - Mrs. Gustafsson
- Björn Granath - Flyckt
- Erland Josephson - Sigvard Silver
- Rikard Wolff - Johannes
- Helge Jordal - Navvy
- Agneta Prytz
- Björn Gustafson
- J.E. Beaucaire
- Debora Hjälmarö